# Pfarrkirche Nikitsch

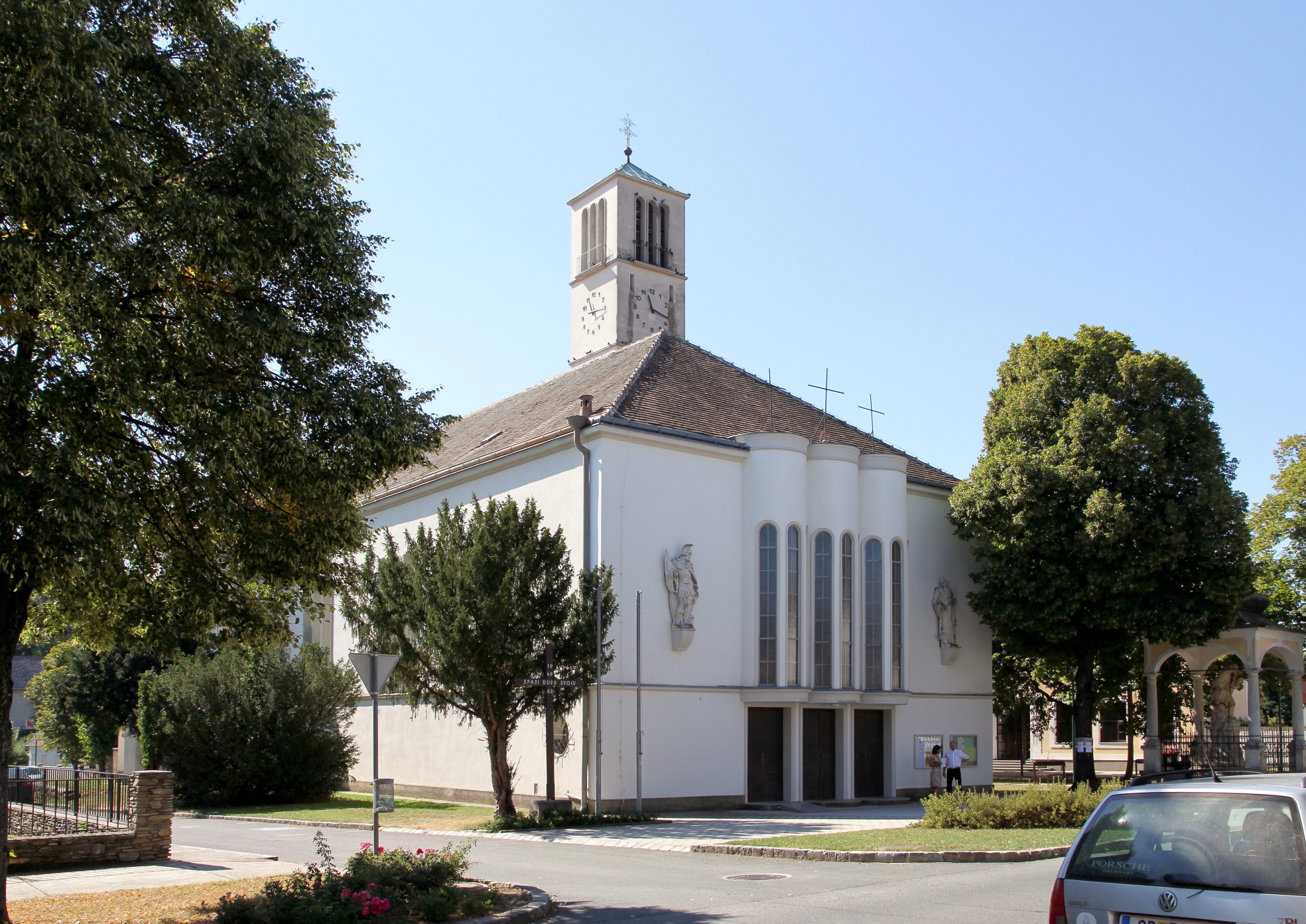
Pfarrkirche Nikitsch

Die römisch-katholische Pfarrkirche Nikitsch in der Ortschaft Nikitsch (kroatisch Filež, ungarisch Füles) im Bezirk Oberpullendorf im Burgenland ist dem heiligen Laurentius geweiht und gehört zum kroatischen Dekanat Großwarasdorf.

## Geschichte
Die Kirche war bereits vor der Reformation eine eigenständige Pfarre. Die heutige Kirche wurde in den Jahren 1931 und 1932 nach Plänen von Karl Holey unter Einbeziehung älterer Bauteile errichtet. 1972 erfolgte eine Restaurierung.

## Architektur und Ausstattung

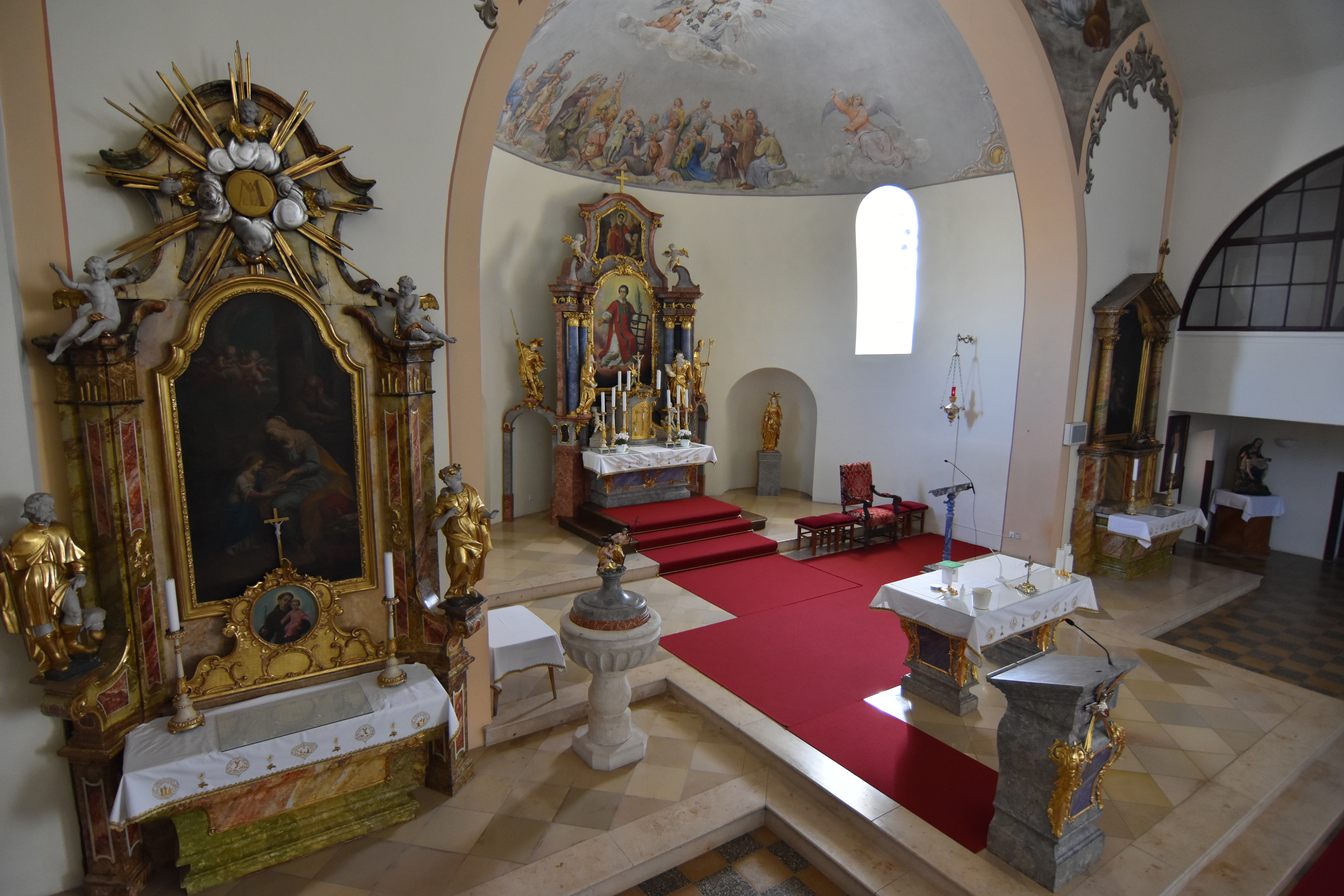
Innenansicht der Pfarrkirche

Über dem südlichen Querschiff erhebt sich ein schlanker Kirchturm. Ein Flachtonnengewölbe überwölbt das breit gebaute Langhaus. Die Apsis ist halbrund.
Die Einrichtung stammt aus der alten Pfarrkirche und entstand großteils zwischen 1760 und 1770. Das moderne Hochaltarbild, das den heiligen Laurentius zeigt, befindet sich zwischen zwei korinthischen Säulen mit verkröpftem Gebälk. Im Aufsatz befindet sich ein spätbarockes Bild des heiligen Laurentius. Die inneren Seitenfiguren stellen die heiligen Apostel Petrus und Paulus dar, außen über den Opfergangsportalen stehen Figuren der Heiligen Georg und Martin.
Das Altarbild des linken Seitenaltares zeigt die heilige Anna Maria lesen lehrend. Im hohen Aufsatz befindet sich ein Marienmonogramm in Strahlenkranz. Die Seitenfiguren stellen den heiligen Rochus und die heilige Rosalia dar. Das Retabelbild zeigt den heiligen Antonius.
Der rechte Seitenaltar besteht aus einer einfachen Altarwand mit Giebel auf Säulen. Das Altarbild zeigt die Auffindung der Leiche des heiligen Sebastian.
Die Kanzel entstand um 1800. Am vierseitigen Korb befindet sich ein Relief der Auferstehung Christi, auf dem geschweiften Schalldeckel sind die Tafeln mit den Zehn Geboten dargestellt. Der Taufstein mit einer plastischen Täufergruppe entstand wie das große Kruzifix im 18. Jahrhundert. Die Orgel aus 1952 mit 17 Registern wurde von Herbert Huber in Eisenstadt gebaut.
In der Winterkirche, eine eigenständige Messkapelle, sind zwei barocke Figuren der heiligen Anna und des heiligen Joachim sowie zwei Ölbilder aus dem 18. Jahrhundert, die die Krönung Mariens sowie den heiligen Sebastian darstellen.